# Posttraumatisk belastningsreaktion
Posttraumatisk belastningsreaktion (PTSD, fra engelsk post-traumatic stress disorder), også kaldet posttraumatisk stresstilstand, er en psykisk lidelse, der kan udvikle sig efter en hændelse, hvor menneskets psykiske kapacitetssystem ikke kan håndtere oplevelsen. Det kan f.eks være en krigshandling, tortur, voldtægt, overfald, bilulykke, mobning, naturkatastrofe, brand, terrorangreb eller et pludseligt og uventet tab, af en man er nært knyttet til.
PTSD blev i 1980 officielt anerkendt som psykisk lidelse af American Psychiatric Association med optagelsen i tredje udgave af DSM (DSM-III). PTSD er særlig blandt de psykiske lidelser ved, at der i diagnosen, indgår en ætiologisk komponent, nemlig den stressfremkaldende begivenhed.

## Symptomer
Nedenstående symptomer kan optræde som følge af posttraumatisk reaktion:[kilde mangler]
- Familievold
- Flashbacks: Tilbagevendende genoplevelser af situationen.
- Genoplevelser: Ting som minder om situationen.
- Søvnbesvær og mareridt: Mareridt om situationen og søvnløshed
- Stressreaktioner: Bliver utroligt stressede
- Støjoverfølsomhed: Voldsom reaktion på lyde der kan minde om situationen.
- Overdreven opmærksomhed
- Overreaktion ved forskrækkelse: Farer sammen
- Hyperaktivitet: Begynder at lave en masse for at glemme situationen.
- Isolationstendens: Lukker sig ud fra familie og venner
- Mistro: Følelse af afsondrethed og fremmedgørelse. Kan miste tilliden til andre.
- Nedsat følelsesliv: Viser ikke særlig mange følelser.
- Misbrugsproblemer: Prøver at drikke alkohol eller indtage stoffer for at glemme situationen.
- Depression
- Lavt selvværd
- Seksuelle problemer og impotens
- Personlighedsforandring
- Selvmordstanker og selvmord.
- Stammen: Man får talebesvær og stammer meget.
- Selvdestruktiv adfærd.
- Subtil vold
- Særlig sensivitet
- Rastløshed
- Afmagt

## Behandling
Der findes flere psykoterapeutiske metoder til behandling af PTSD. Sundhedsstyrelsen anbefalinger går på traumefokuseret KAT (Kognitiv Adfærds Terapi) samt EMDR (Eye Movement Desensitisation and Reprocessing). Ifølge Medicinsk Teknologi Vurdering (MTV) fra region SydDanmark er også SE (Somatic Experiencing) en anbefalet terapeutisk metode.
Udover ovennævnte metoder er der flere andre, både til forebyggelse samt behandling af følgesymptomer. Effektstudier af psykoterapi for PTSD viser en behandlingsrespons på ca. 60 %
Terapiformer: Psykoterapi, vredeterapi, sorgterapi, musikterapi, åndedrætsterapi, individuel terapi, gruppeterapi, adfærdsterapi, kroppsyketerapi, tegneterapi, genkaldelsesterapi, parterapi, familieterapi, socialterapi mm.
Desuden anvendes farmakologisk behandling med f.eks. SSRI-præparater og atypiske antipsykotika. Effektstudier af disse farmakologiske interventioner viser en behandlingsrespons på ca. 60 %

## Klassifikation
I WHO's sygdomsklassifikation ICD-10 har PTSD sin selvstændige kategori: F43.1 i 10. version.[kilde mangler]
Tidligere talte man om "granatchok" og "krigsneurose", men i lægelige sammenhænge anvendes disse betegnelser ikke længere.[kilde mangler] Betegnelse "granatchok" stammer fra et foredrag givet i 1917 af den engelske psykiater William Rivers.[kilde mangler]
PTSD er ikke det samme som posttraumatisk hjernesyndrom (F07.2) som skyldes et (fysisk) hjernetraume.[kilde mangler]

## PTSD og hjernen
Studier af krigsveteraner med fysiske hjerneskader tyder på at hjerneområderne der betegnes den ventromediale præfrontale hjernebark og amygdala er afgørende involveret i PSTD:
Veteraner som har fysisk skade i en eller to af disse regioner har lavere forekomst af PTSD.[kilde mangler]

## Ekstern henvisning
- www.lptsd.dk https://landsforeningenforptsd.dk/ Arkiveret 21. december 2021 hos  Wayback Machine - foreningens hjemmeside har viden om sympt., behandling, pjece og meget andet
- Traume.dk, – Vidensportal om PTSD og traumer Arkiveret 1. november 2020 hos  Wayback Machine – Film og informationsopslag om traumer, særligt hos flygtninge og indvandrere.

- PTSDforum, – PTSDforum – Når psyken driller Arkiveret 21. december 2014 hos  Wayback Machine – Dansk website med udførlig dagbog om et ptsdforløb samt omfattende vidensdatabase om ptsd, nyheder, ny forskning, nyttige pjecer og meget andet.

- NetPsykiater.dk, PSTD – posttraumatisk belastningsreaktion Arkiveret 14. december 2005 hos  Wayback Machine – Beskrivelse af symptomer og behandling